# ون بيس (الموسم 2)
الموسم الثَّاني من سلسلة أنمي ون بيس، أُنتج من قبل أستوديو توي أنميشن، وبإخراج كينوسوكي أودا، لتتبع بقية سلسلة مغامرات مونكي دي لوفي وطاقمه، ضمن حدث مسمّى بـ«الدّخول إلى الخطّ العظيم».
بدأ بث الموسم من 21 مارس 2001 واستمر حتّى 19 أغسطس 2001 على تلفزيون فوجي في اليابان. احتوى هذا الموسم على شارة موسيقية واحدة للبداية و3 شارات موسيقية للنهاية، شارة البداية هي «صدّقوا» بواسطة فولدر 5.

## قائمة الحلقات

### الدُّخول إلى الخطّ العظيم
| رقم الحلقة | رقم الحلقة                                                        | عنوان الحلقة                                                                                  | عنوان الحلقة                                                      | فصول المانغا                                                           | تاريخ العرض الأصلي                                                |
| السلسلة | الموسم                                                            | باليابانية                                                                                    | بالعربية (دبلجة مركز الزهرة)                                      | فصول المانغا                                                           | تاريخ العرض الأصلي                                                |
| الدخول إلى الخطّ العظيم (グランドライン突入 Gurando Rain Totsunyū)                                                                      | الدخول إلى الخطّ العظيم (グランドライン突入 Gurando Rain Totsunyū) | الدخول إلى الخطّ العظيم (グランドライン突入 Gurando Rain Totsunyū)                             | الدخول إلى الخطّ العظيم (グランドライン突入 Gurando Rain Totsunyū) | الدخول إلى الخطّ العظيم (グランドライン突入 Gurando Rain Totsunyū)      | الدخول إلى الخطّ العظيم (グランドライン突入 Gurando Rain Totsunyū) |
| --- | ----------------------------------------------------------------- | --------------------------------------------------------------------------------------------- | ----------------------------------------------------------------- | ---------------------------------------------------------------------- | ----------------------------------------------------------------- |
| 62 | 1                                                                 | «أوَّل خطوط الدّفاع؟ ظهور الحُوت الضَّخم لَابُون!» (最初の砦?巨大クジラ・ラブーン現る)                | الحُوتُ الْعِملَاق                                                     | 102–103                                                                | 21 مارس 2001                                                      |
| ينزل طاقم قبَّعة القشّ من الجبل المعكُوس ليجدوا أنفُسهم في مواجهة بطن حوتٍ ضخم ينتظر قراصنة ما!                                              |                                                                   |                                                                                               |                                                                   |                                                                        |                                                                   |
| 63 | 2                                                                 | «وعد رجال! يتعاهد لوفي والحوت على اللّقاء ثانية» (男の約束！ルフィとクジラ再会の誓い)          | قِصَّةُ الْحُوتِ النَّادِر                                                  | 104–105                                                                | 21 مارس 2001                                                      |
| يقاتل لوفي الحوت لابون وتقلق نامي كثيرًا عندما تعلم أنَّ الإبحار في الغراند لاين (الخط العظيم) لن يكون مهمّة سهلة.                         |                                                                   |                                                                                               |                                                                   |                                                                        |                                                                   |
| 64 | 3                                                                 | «بلدة ترحّب بالقراصنة؟ الوصول إلى ويسكي بيك» (海賊歓迎の町?ウイスキーピーク上陸)               | مَحَطَّةٌ جَدِيدَةٌ لِفَرِيقِ السَّفِينَة                                          | 106–107                                                                | 15 أبريل 2001                                                     |
| تضربُ عاصفةٌ ثلجيَّة عنيفة البحر حيث تُبحر غوينغ ميري، لكن بمُجرَّد وُصول قراصنة قبَّعة القشّ لـ«ويسكي بيك»، يدعوهم المحلّيّون لمشاركتهم الاحتفال.   |                                                                   |                                                                                               |                                                                   |                                                                        |                                                                   |
| 65 | 4                                                                 | «أسلوب السّيوف الثّلاثة المتفجّر! زورو ضدّ شركة باروك وركس!» (炸裂三刀流！ゾロVSバロックワークス) | زُورُو يُوَاجِهُ المُجرِمِين                                               | 107–110                                                                | 15 أبريل 2001                                                     |
| ثمّة صائدو مكافآت في كلّ مكان في البلدة، ومعظم قراصنة قبّعة القشّ ثملين. وحده زورو الّذي بقي مستيقظًا بما يكفي لحمل سيوفه والقتال.           |                                                                   |                                                                                               |                                                                   |                                                                        |                                                                   |
| 66 | 5                                                                 | «معركة جادّة! لوفي ضدّ زورو في نزال كبير غامض!» (真剣勝負！ルフィVSゾロ謎の大決闘！)            | المُبَارَزَةُ الْغَرِيبَة                                                  | 110–112                                                                | 22 أبريل 2001                                                     |
| ثمّة أميرة غامضة تحتاج الحماية من القاتل الّذي ينبش أنفه، لكنّ لوفي وزورو مشغولان جدًّا بالقتال فيما بينهما للقلق بشأن المخاط المتفجّر.      |                                                                   |                                                                                               |                                                                   |                                                                        |                                                                   |
| 67 | 6                                                                 | «توصيل الأميرة فيفي! يشدّ قراصنة لوفي الرّحال!» (王女ビビを届けろ！ルフィ海賊団出航)            | عَمَلِيَّةُ إِنقَاذِ الْحَاكِمَة                                               | 113–114                                                                | 29 أبريل 2001                                                     |
| يغادر قراصنة قبّعة القشّ ويسكي بيك في مهمّة لإعادة الأميرة فيفي إلى مملكة ألاباستا بينما يحمونها من جيش قتلة متوحّش.                       |                                                                   |                                                                                               |                                                                   |                                                                        |                                                                   |
| 68 | 7                                                                 | «حظًّا موفّقًا يا كوبي! مذكّرات صراع كوبي وميبّو في البحريّة» (頑張れコビー！コビメッポ海軍奮闘記)   | حِكَايَةُ الصَّدِيقِ الْقَدِيمِ كُوبِي                                          | صفحات الغلاف (83–85، 87–93، 95–99، 101–102، 104–106، 108–110، 112–113) | 13 مايو 2001                                                      |
| بينما يتّجه الطاقم إلى ليتل غاردن (الحديقة الصغيرة) مع الأميرة، يهرب عدوّ لوفي وزورو القديم؛ الطاغية مورغان من البحريّة.                  |                                                                   |                                                                                               |                                                                   |                                                                        |                                                                   |
| 69 | 8                                                                 | «عزيمة كوبي وهيلميبو! عطف نائب الأميرال غارب الأبويّ» (コビメッポの決意！ガープ中将の親心)     | كُوبِي الصَّدِيقُ القَدِيم                                                | صفحات الغلاف (114–116، 118–119)                                        | 20 مايو 2001                                                      |
| يتدرّب كوبي وهيلميبّو ليلًا ونهارًا ليثبتا أنّهما قويّان كفاية ليكونا في البحريّة. سيحدّد نزال عنيف مع نائب الأميرال غارب إن كانا يستحقّان.     |                                                                   |                                                                                               |                                                                   |                                                                        |                                                                   |
| 70 | 9                                                                 | «جزيرة عتيقة! الظلّ المختبئ في ليتل غاردن!» (太古の島！リトルガーデンに潜む影！)               | جَزِيرَةٌ نَسَاهَا الزَّمَن                                                 | 115، 117                                                               | 27 مايو 2001                                                      |
| تكاد تنتهي مؤونة لوفي والبقية، لذا فإنّهم يتوقفون عند ليتل غاردن لإيجاد الطعام. ولسوء حظهم، قد تسوء الأمور كثيرًا.                       |                                                                   |                                                                                               |                                                                   |                                                                        |                                                                   |
| 71 | 10                                                                | «مبارزة عملاقة! العملاقان دوري وبروغي!» (でっかい決闘！巨人ドリーとブロギー)                  | مُوَاجَهَةٌ بَينَ العِملَاقَين                                              | 116، 118                                                               | 3 يونيو 2001                                                      |
| لا توجد ديناصورات فحسب في جزيرة ليتل غاردن. ولكن يجد قراصنة قبعة القش أنفسهم محاصرين وسط مبارزة ضغينة.                                 |                                                                   |                                                                                               |                                                                   |                                                                        |                                                                   |
| 72 | 11                                                                | «لوفي يغضب! خدعة قذرة تخالف المبارزة المقدسة!» (ルフィ怒る！聖なる決闘に卑劣な罠)             | مُؤامَرَةٌ لاْصطِيَادِ العَمَالِقَة                                           | 117–118                                                                | 17 يونيو 2001                                                     |
| أوسوب ولوفي مذهولان بالقتال الذي لا ينتهي بين دوري وبروغي، ولكن يتحول الإعجاب إلى غضب حين يشعر لوفي بحسّ غدر.                           |                                                                   |                                                                                               |                                                                   |                                                                        |                                                                   |
| 73 | 12                                                                | «مرارة دموع نصر بروغي المنتصرة! نتيجة الإلباف» (ブロギー勝利の号泣！エルバフの決着)           | اكتِشَافُ العَدُوِّ الحَقِيقِيّ                                              | 119–120                                                                | 24 يونيو 2001                                                     |
| يغضب لوفي بشدة للانتقام من القتلة الذين خربوا قتال دوري وبروغي العتيق، ولكنّه محاصر الآن تحت صخرة وفي وضع صعب.                          |                                                                   |                                                                                               |                                                                   |                                                                        |                                                                   |
| 74 | 13                                                                | «الشمع الشيطاني! دموع الندم ودموع الغضب!» (魔のキャンドル！無念の涙と怒りの涙)                | لَحَظَاتٌ أَشبَهُ بِالكَابُوسِ                                               | 121–122                                                                | 15 يوليو 2001                                                     |
| بينما يقاوم لوفي لتحرير نفسه، يقع جميع رفاقه بين أيدي باروك وركس. رغم أنّ جميع الاحتمالات ضدهم، إلّا أنّ طاقم قبعة القش لن يستسلموا أبدًا! |                                                                   |                                                                                               |                                                                   |                                                                        |                                                                   |
| 75 | 14                                                                | «سحر يلاحق لوفي! فخ الألوان» (ルフィを襲う魔力！カラーズトラップ)                             | فَخّ الأَلْوَان                                                        | 123–124                                                                | 12 أغسطس 2001                                                     |
| نامي وزورو والأميرة في خطر لأن يصبحوا دمى شمعيّة، ولوفي الوحيد الذي يستطيع إنقاذهم. ولكنّه مشغول بشرب الشاي.                             |                                                                   |                                                                                               |                                                                   |                                                                        |                                                                   |
| 76 | 15                                                                | «وقت المقاومة! تفكير أوسوب السريع ونجم النار!» (いざ反撃！ウソップの機転と火炎星！)           | الهُجُومُ المُضَاد وَذَكَاءُ أُوسِب                                          | 124–126                                                                | 19 أغسطس 2001                                                     |
| بتعرض رفاقه للخطر المحدق بأن يكونوا دمى شمعيّة إلى الأبد، يحصل أوسوب على فرصة مثالية ليكون شجاعًا.                                       |                                                                   |                                                                                               |                                                                   |                                                                        |                                                                   |
| 77 | 16                                                                | «الوداع يا جزيرة العمالقة! التوجه إلى ألاباستا» (さらば巨人の島！アラバスタを目指せ)          | العَودَة إِلَىٰ الرِّحلَة                                                 | 127–129                                                                | 19 أغسطس 2001                                                     |
| بعد تفادي الموت بالكاد، يبحر طاقم لوفي رفقة الأميرة إلى ألاباستا، ولكن يوجد شيء ضخم وخطير يقف في طريقهم.                               |                                                                   |                                                                                               |                                                                   |                                                                        |                                                                   |

## إصدارات الأقراص

### اليابانية

#### دي ڤي دي
| المجلد                            | المجلد                           | المجلد   | الحلقات        | تاريخ الصدور | م.     |
| --------------------------------- | -------------------------------- | -------- | -------------- | ------------ | ------ |
|                                   | 2ndシーズン グランドライン突入篇 | piece.01 | 62–64          | 3 أبريل 2002 | [ 14 ] |
| piece.02                          | 2ndシーズン グランドライン突入篇 | 65–67    | 2 مايو 2002    | [ 15 ]       |        |
| piece.03                          | 2ndシーズン グランドライン突入篇 | 68–70    | 5 يونيو 2002   | [ 16 ]       |        |
| piece.04                          | 2ndシーズン グランドライン突入篇 | 71–73    | 3 يوليو 2002   | [ 17 ]       |        |
| piece.05                          | 2ndシーズン グランドライン突入篇 | 74–76    | 7 أغسطس 2002   | [ 18 ]       |        |
| 3rdシーズン チョッパー登場 冬島篇 | piece.01                         | 77–79    | 4 سبتمبر 2002  | [ 19 ]       |        |
| ONE PIECE Log Collection          | «الخطّ العظيم»                    | 62–77    | 22 ديسمبر 2010 | [ 20 ]       |        |
| ONE PIECE Log Collection SET      | الأزرق الشرقي إلى تشوبّر          | 1–92     | 27 مارس 2015   | [ 21 ]       |        |

#### بلو-راي
يتضمن نسخ للحلقات بصيغة 16:9 (بلو-راي قياسيّ الدّقة)
| المجلد | المجلد                | المجلد   | الحلقات | تاريخ الصدور  | م.     |
| ------ | --------------------- | -------- | ------- | ------------- | ------ |
|        | ONE PIECE Eternal Log | ألاباستا | 62–130  | 23 يوليو 2021 | [ 22 ] |

## الملاحظات
الملاحظات
1. ↑  ترجمة عناوين الحلقات وملخصات الحلقات وفق منصة كرانشي رول.
2. ↑  عُرضتا الحلقة الـ62 والحلقة الـ63 معًا كبرنامج تلفزيوني خاص.
3. ↑  عُرضتا الحلقة الـ64 والحلقة الـ65 معًا كبرنامج تلفزيوني خاص.
4. 1 2  عُرضتا الحلقة الـ76 والحلقة الـ77 معًا كبرنامج تلفزيوني خاص.